# Fansub
Fansub é uma palavra de origem inglesa, formada da contração de fan (fã) com subtitle (legenda), ou seja, legenda de fãs. O termo também indica um grupo de fãs que produzem e distribuem legendas para filmes ou série de TV de outra língua, sem autorizações dos criadores das obras, por conseguinte podendo ser considerado de maneira ilegal.
Eles agem geralmente quando as obras não foram lançadas oficialmente no país. Mas há casos em que o fansub é uma concorrência direta e ilegal com as ofertas comerciais normais quando a obra é distribuída oficialmente em outros países que o país de origem. Hoje a palavra é de uso amplo também em português, especialmente entre fãs de anime.
Embora genericamente um fansub possa ser qualquer trabalho em outra língua legendado por fãs para sua própria língua, a palavra basicamente foi criada para indicar trabalhos de legenda de desenhos animados japoneses para o inglês.
Porque a distribuição do fansub é uma violação das leis de direitos autorais na maioria dos países, as implicações éticas da produção, da distribuição, ou de assistir fansubs são assuntos de muita controvérsia.

## História

### Popularização dos animes no ocidente (década de 1960 à 1970)
As raízes do fansubbing surgiram nos Estados Unidos entre as décadas de 1960 e 1970. A primeira animação japonesa documentada a ser licenciada e distribuída no país foi o longa-metragem Hakujaden, de 1958, lançada lá como The Tale of the White Serpent pela Global Pictures em 15 de março de 1961. A partir daí, a popularidade das animações japonesas em solo americano passou a aumentar gradativamente, especialmente após a estréia de Astro Boy em 1963, sendo licenciada nos Estados Unidos ainda naquele ano.
Logo após o lançamento dos videocassetes em novembro de 1975, mais séries de animações japonesas começaram a se espalhar pelos Estados Unidos. A partir de março de 1976, algumas estações de televisão do país começaram a transmitir programas do subgênero mecha, como Getter Robo, e devido à disponibilidade de videocassetes, os fãs podiam gravar esses programas para mostrar aos amigos. O escritor e historiador especializado Fred Patten (1940 – 2018) relatou que a sua primeira exposição aos animes se deu na Sociedade de Ficção Científica de Los Angeles (Los Angeles Science Fiction Society, abreviada como LASFS) em 1976, quando ele se encontrou com outro fã que possuía gravações de animações japonesas nas recém-lançadas fitas Betamax da Sony. Em maio de 1977, ele e um grupo de fãs fundaram dentro da LASFS o primeiro clube de anime dos Estados Unidos, o Cartoon/Fantasy Organization (abreviado como C/FO).
Em novembro de 1977, o C/FO começou a se corresponder com outros fãs de animações japonesas em todo o país e, como as datas das exibições das séries de TV nos Estados Unidos eram diferentes em cada região do país, os fãs começaram a trocar fitas de programas que estavam faltando entre si. Como o LASFS reunia vários membros que mantinham contato com pessoas ao redor do mundo, nessa mesma época o C/FO começou a receber fitas com gravações diretamente do Japão: muitos militares americanos eram fãs das space operas estadunidenses Star Trek e Battlestar Galactica, e quando eles eram enviados ao Japão para lotar as bases americanas localizadas lá, ficavam sem a oportunidade de assistir a essas séries, já que elas não eram transmitidas no Japão. Como os aparelhos de videocassete fabricados nos Estados Unidos e no Japão utilizam o formato NTSC, as fitas utilizadas nesses países eram compatíveis entre si. Nisso, os membros do C/FO começaram a enviar fitas com gravações dessas spaces operas para esses militares, que por sua vez enviavam de volta aos Estados Unidos fitas com gravações de animações da TV japonesa. Essas gravações não foram dubladas ou legendadas, porém as animações japonesas eram simples o suficiente para que o espectador pudesse discernir o enredo exclusivamente a partir das ações e dos visuais. Em 1979, fãs e clubes de animações japonesas começaram a se separar do movimento de ficção científica e começaram a se referir à mídia que assistiam como "anime".
Nesta época, a pirataria que surgia ao entorno do recém-criado nicho de animes era ignorada pelos órgãos legais americanos, visto que poucas empresas japonesas tinham escritórios em solo americano para licenciar as séries, e as poucas que tinham não estavam interessadas em licenciá-las. Já era de conhecimento por parte dessas empresas que uma crescente quantidade de fãs americanos estavam envolvidos na distribuição e na exibição não autorizada das gravações, mas os ignoravam pois sabiam que não estavam lucrando com elas. Num primeiro passo, a Toei Animation pediu ao C/FO para ajudá-la com algumas pesquisas de marketing na San Diego Comic-Con, e a partir de 1978, algumas empresas japonesas se esforçaram para criar suas próprias divisões americanas para licenciar algumas séries; Todavia, nenhuma conseguiu inserir seus animes no mercado de entretenimento do país com sucesso, e as últimas filiais de licenciamento de animes fecharam em 1982.

### No Brasil

#### Clubes de anime
Um dos primeiros grupos de fãs de anime conhecido no Brasil foi a ORCADE (Organização Cultural de Animação e Desenho), fundado em meados de 1988 por Sérgio Peixoto Silva e José Roberto Pereira, que mais tarde seriam editores da futura revista Animax. O clube era destinado a fãs de animes, mangás e quadrinhos, e em setembro de 1993 o grupo publicou a fanzine Japan Fury, que seria transformada em revista pela editora Nova Sampa em 1995. Os primeiros encontros para exibição de animes foram realizadas pelo clube durante julho de 1988 no Sesc Pompéia, localizado no bairro Vila Pompéia, em São Paulo. Em uma parceria com a Gibiteca Municipal Henfil a partir de 1991, o clube realizou exibições de animes semanais aos domingos até 2004.

#### Primeirosfansubbersde anime brasileiros
É difícil apontar precisamente qual foi o primeiro grupo brasileiro dedicado a fansubbing. Um dos primeiros que se tem notícia é o BaC (Brasil Anime Clube), fundado em agosto de 1996 por Antonius Lourenço Kasbergen (1974 – 2020), em Brasília. Kasbergen cita:
Recortei todas as introduções e finais dos animes que eu tinha e subi [na Simplenet] [...] Alguém achou e colocou no Yahoo [...] Em poucos meses eu recebo um telefonema da Simplenet, dos EUA, falando que eu era o site que estava drenando mais recursos deles, ou seja eu era o mais acessado. E me pediram para retirar tudo[...]. [Depois que o site saiu do ar] comecei a receber 50-80 e-mails por dia, mais da metade era de brasileiros perguntando se eu tinha as fitas [dos animes] inteiras. Nesta mesma época eu já estava com um bom acervo de fitas legendadas em inglês e resolvi criar um clube de anime para trocas aqui mesmo no Brasil. Foi aí que nasceu o BaC.
A partir de 1997, o BaC integrou o projeto Anime Plus (posteriormente Anime Clube), associação de fansubbers que também reunia os grupos K-Anime, Paradoxx e Shin Seiki Anime, todos dedicados a legendar e distribuir as fitas. A partir de 1997, o grupo passou a realizar também amostras mensais de animes no Sesc Estação 504 Sul, em Brasília.  e legendou títulos como Ah! Megami-sama, Berserk, Blue Seed, Blue Submarine No.6, Bubblegum Crisis, Cowboy Bebop, Mobile Suit Gundam Wing, Maison Ikkoku, Kidō Senkan Nadeshiko, Ranma ½, Perfect Blue, Rurouni Kenshin, Sakura Taisen e Yu Yu Hakusho. O BaC ficou ativo até meados de 2001, sendo fechado em meio a controvérsias.
Outros grupos pioneiros dessa época incluem:
- Shin Seiki Anime Club, foi um fansubber fundado em novembro de 1998 por Diogo Martini Jasniewicz, de Pelotas, Rio Grande do Sul.[20][21] O objetivo inicial do grupo era popularizar os animes no Brasil, distribuindo fitas de animes legendados em português e inglês no formato VHS, como Bannō Bunka Nekomusume, Battle Athletes Daiundōkai, Makai Toshi: Shinjuku, Fushigi Yûgi, Mobile Suit Zeta Gundam, e Gunbuster.[22] Em 2004, o grupo passou por uma reestruturação, adotando o CD-R em detrimento do VHS, passando também a legendar doramas, filmes e tokusatsus.[23][24] Após quase 9 anos de atividade, o grupo encerrou suas atividades em maio de 2007.[25]
- Lum's Club, fundado por César Takashi Ikko na cidade de São Paulo em 18 de julho de 1998,[26][27][28] inicialmente como um fansubber para legendar a franquia Urusei Yatsura.[29][30][31][32][33]  Ikko, descendente de japoneses e fã de animes e mangás, importava as fitas do Japão, chegando a ter um grande acervo.[34] O clube legendou e distribuiu séries, filmes e OVAs de franquias como Ah! Megami-sama, 3x3 Eyes, Bakuretsu Hunters, Cowboy Bebop, Cyber City Oedo, Neon Genesis Evangelion, Kimagure Orange Road, Kodomo no Omocha, Mahō Tsukai Tai!, Sailor Moon, Slayers, e Tenchi Muyo! nos formatos VHS e S-VHS,[35] e também chegou a ter mais de cinco mil membros associados.[34] Nessa mesma época, Ikko também fundaria as primeiras convenções anuais de anime e mangá do país, como a AnimExpo (de 1997 a 2002), Animecon (de 1999 a 2010; juntamente com Sérgio Peixoto, da ORCADE), e a Anime Festival BH (desde 2003).[34][36][37][38][28] A partir do começo de 2003, o Lum's Club começou a distribuir seu acervo em CDs nos codecs DivX e XviD, bem como em VCDs.[39][40][34] O site do grupo ficou no ar até meados de 2006.
- Anime Gaiden, um fansubber  e distribuidor brasileiro de animes e tokusatsus fundado pouco antes de 2000 por um grupo de fãs.[41][42] Criado com o intuito de divulgar animes no Brasil, chegou a distribuir nacionalmente títulos legendados como One Piece, Chobits, Ghost in the Shell: Stand Alone Complex, Excel Saga, Fruits Basket, Gasaraki e Hellsing em fitas VHS, CDs e DVDs.[43][44][45] O grupo decidiu encerrar suas atividades no final de 2005.[46]

## Produção e distribuição
A prática de fazer fansubs é chamada de fansubbing e é feita por um ou mais fansubbers, que podem se reunir e formarem um grupo para dividir o trabalho de produção.

### Era analógica
Os primeiros fansubs foram produzidos utilizando equipamentos analógicos para de edição de vídeo. Primeiramente, uma cópia da animação original e sem legendas (popularmente chamada de raw) era obtida, mais comumente a partir de Laserdiscs importados de lançamentos em home video no Japão, a mídia com a maior qualidade de imagem disponível ao público consumidor na época. Fitas VHS ou mesmo gravações caseiras de canais de televisão japoneses também poderiam ser utilizadas, mas geralmente essas mídias tinham vídeos com qualidade de imagem inferior. Com a ajuda de um computador pessoal e um software para edição de legendas, as linhas de diálogos eram então inseridas no software por alguém que dominasse o idioma do vídeo e depois temporizadas com as falas do aúdio, e dependendo do software utilizado, fontes tipográficas, cores e outros efeitos poderiam ser adicionados e personalizadas. Programas populares utilizados no processo de produção eram:
- TurboTitler: escrito por Robert Jenks a partir de 1989, foi lançado em 1990 para o Commodore Amiga, e atualizado até 1992, sendo um software pioneiro para edição de legendas, especialmente programado para criação de legendas para animações. Jenks, um fã de anime, ajudaria a fundar a AnimeFest, convenção anual de animes que ocorre desde em 1992 em Dallas, Texas, Estados Unidos.[49][50][51][52][53][54]
- JACOsub: lançado 1992 para o Commodore Amiga, foi desenvolvido Alex Matulich, membro do Japanese Animation Club of Orlando (JACO), para auxiliar nos lançamentos do grupo.[55][56][57][58] Era um dos mais completos software para edição de legendas na época, suportando uma ampla gama de características estilização de legendas, efeitos de transição e manuseio de imagens e formas geométricas.[59][60][61][62]
- ZeroG: lançado em 1994 para sistemas IBM PC DOS 5.0 baseados em processadores i386 e i486, e permitia a renderização de legendas em modo VGA e SVGA, com suporte a estilização de cores, fontes, tamanho, posição, transição, dentre outras características.[63][64][65]
- PCTitler: escrito por Michael Ko, foi lançado em 1996 para sistemas i386 com o MS-DOS. Renderizava legendas do JACOsub em modo VGA na resolução 640x480 em cores de 16 bits.[61][66][65]
- SubStation Alpha: escrito por Kotus, foi lançado em 1996 para sistemas Microsoft Windows de 16 e 32 bits com suporte a VGA e SVGA, com sua última versão suportando renderização nas resoluções 640x480/800x600/1024x768 em cores de 4/8/16/32 bits.[67][68][69] Além de permitir a importação de legendas produzidas no JACOsub e ZeroG, disponibilizava suporte para ampla gama de estilização de legendas, como cores, fontes, bitmaps e efeitos de karaoke, bem como suporte a funcionalidades avançadas com a API DirectDraw, que permitia renderizações em alto-desempenho para precisões de 1/100 segundos.[70] Embora Kotus tenha cessado o desenvolvimento do programa na versão 4.08, lançada em junho de 2000,[71] o formato de legenda próprio produzido e exportado pelo programa, abreviada como SSA, até então no padrão 4.00, foi mais tarde aprimorado por ele juntamente com "Gabest" (desenvolvedor do Media Player Classic), e publicada sob a versão 4.00+ (conhecida como ASS, Advanced SubStation Alpha) em fevereiro de 2002.[72] Gabest implementou o novo formato no renderizador de legendas VSFilter, na época parte do VobSub (posteriormente DirectVobSub), um utilitário para extrair legendas de DVDs inicialmente proprietário, mas relançado em código aberto sob a GPL em 2004.[73] Como o VSFilter utilizava a API DirectShow, exclusiva do Microsoft Windows, em meados de 2006 surgiu o libass, um renderizador de código aberto para os formatos SSA e ASS, almejando ser portável para diferentes sistemas operacionais.[74]

O próximo passo era produzir uma ou mais masters, cópias de alta qualidade do vídeo com o fansub finalizado, da qual muitas cópias para distribuição poderiam ser feitas. Para isso, o software de legendas no computador renderizava na tela um bitmap com as linhas de diálogos sobrepostas a um fundo com uma cor diferente das legendas (uma cor chave ou key color). Em seguida, era preciso conectar a saída de vídeo do computador (SCART, VGA, S-Video, Amiga DB23, dentre outros) a uma das entradas de um dispositivo denominado genlock (generator locking), que internamente consistia numa placa de circuito capaz de sincronizar as frequências de diferentes fluxos analógicos de vídeos nos padrões PAL e/ou NTSC. Conectava-se também ao genlock a saída de vídeo composto do videocassete ou LaserDisc reproduzindo o episódio original (raw). Internamente, o genlock iria realizar o processo de chroma key: a cor chave do bitmap previamente selecionada seria ignorada no sinal de vídeo de entrada, resultando em legendas dispostas em um fundo ausente no sinal de vídeo resultante, ou seja, um fundo transparente. Esse sinal de vídeo processado era então sobreposto ao sinal de entrada proveniente do aparelho reproduzindo a raw, resultando nas legendas sobrepostas ao vídeo do episódio. A saída de vídeo composto do genlock transmitiria o vídeo resultante, sendo conectada por um cabo a um segundo videocassete no modo de gravação, que poderia então gravar a fita master, geralmente no formato S-VHS para maximizar a qualidade de imagem do vídeo, embora alguns fansubbers utilizassem fitas VHS comuns ou Betamax, que eram mais baratas mas tinham menor qualidade de imagem.
Depois de concluída, a cópia master era utilizada para gerar cópias de distribuição, geralmente em fitas VHS comuns, que seriam então enviadas pelo correio ao destinatário. Para ter acesso as cópias, era necessário entrar em contato com o fansubber que, na maioria dos casos, cobraria unicamente os preços relacionados as despesas com a compra das fitas para gravação e as taxas de envio cobradas pelo serviço postal utilizado.
O processo de fansubbing na era analógica era significativamente custoso. Computadores Amiga e Macintosh eram especialmente visados para esse processo, uma vez que, devido a sua popularidade, estavam amplamente disponíveis no mercado, juntamente com uma gama maior de softwares e hardwares de expansão para edição de vídeo. James Renault, do C/FO, relata que todo o aparato para o processo de legendagem custava cerca de 4 mil dólares por volta de 1986, além de consumir mais de 100 horas para a produção de um único episódio.

### Era digital

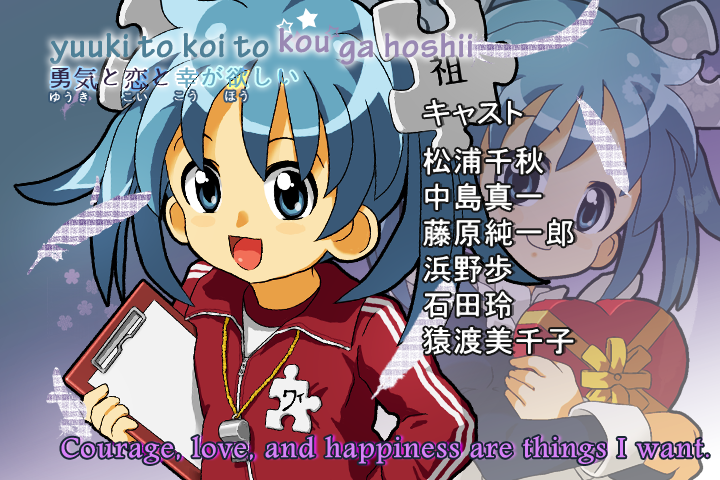
Exemplo de fansubbing com a romanização e a tradução para o inglês da música de abertura num hipotético animê da Wikipe-tan, mascote da Wikipédia

A partir do final da década de 1990, o processo de produção de um fansub torna-se mais fácil com a popularização dos computadores pessoais e da internet. Grupos de fansubbers que antes eram restringidos a pessoas próximas e de um mesmo local passaram a se reunir de diferentes lugares por meios de clientes IRC e mensageiros instantâneos, juntamente a outros fãs de animes. O surgimento de codecs de vídeo mais eficientes e reprodutores de mídia permitiu os episódios legendados serem executados em computadores pessoais, e a distribuição de episódios em fitas caiu em desuso.
Com a popularização do DVD-R, do CD-R e dos downloads por internet (especialmente através de clientes BitTorrent), os fansubbers passaram a obter episódios raws (os episódios na língua original) mais facilmente a partir de grupos de pirataria estrangeiros via internet. As raws podem ser originadas a partir de uma transmissão gravada de televisão, volumes licenciados de DVD ou Blu-ray e mais recentemente a partir de plataformas online de streaming.
Com o episódio raw em mãos, começa o processo de tradução, na qual um tradutor assiste o episódio original e traduz cada diálogo em uma linha própria através de programas como o Substation Alpha e o Aegisub. Em seguida, cada linha tem seu tempo de início e fim definidos por um timmer para coincidir com o diálogo a qual ela se refere, sendo esse processo conhecido como timing. Um revisor então verifica cada linha de diálogo em busca de erros gramaticais para serem corrigidos. Em grupos de fansubs para animes, é comum que haja ainda uma função conhecida como typesetter, que se encarrega de editar e traduzir elementos do cenário em que haja algum texto no idioma de origem, e um karaoke maker, responsável pela produção de efeitos de karaoke em músicas. Com todos os processos anteriores concluídos, um membro mais experiente pode desempenhar a função de quality checker, que verifica a qualidade e a consistência da legenda finalizada.
Com a legenda finalizada, inicia-se o processo de encoding. Neste processo, o arquivo contento a legenda é unida ao arquivo de vídeo ou container de mídia pelos métodos hard ou soft. No método hard, cada linha de diálogo do arquivo de legenda é codificada nos quadros que compõe o vídeo através de um encoder, um software que criará um arquivo de vídeo num determinado codec de acordo com parâmetros que podem ser especificados para se obter certo tamanho digital ou qualidade de imagem. No método soft, o arquivo de legenda é posto junto ao arquivo de vídeo e de áudio num container de mídia (geralmente Matroska), e a correta reprodução das linhas de diálogos ficará a cargo de um software renderizador de legenda disponível junto ao reprodutor de mídia. Legendas no modo soft podem ser renderizadas em diferentes resoluções de imagem, mas a temporização das linhas de diálogo pode ser comprometida se houver incompatibilidade ou baixo desempenho do renderizador de legenda, algo comum de acontecer quando se tenta reproduzir vídeos codificados em altas resoluções ou codecs modernos em dispositivos mais antigos. Devido ao fato das legendas no modo soft poderem ser retiradas do container de mídia e poderem ser editadas, alguns grupos de fansubbers não adotam esse método por temer plágio por parte de outros grupos e/ou incompatibilidade com diferentes reprodutores de mídias.
Com o processo de encoding finalizado, o arquivo contendo o vídeo e a legenda estará pronto para ser distribuído na internet através do download em servidores mantidos e financiados pelo grupo, softwares peer-to-peer (como clientes BitTorrent), por bots XDCC em clientes IRC, dentre outros métodos. Alguns grupos possuem funções de uploader, membros que possuem internet de alta velocidade e ajudam a compartilhar os arquivos em clientes peer-to-peer.

## Fansubbers de Tokusatsu
Os Fansubbers de Tokusatsu não são muito diferentes dos de anime, o processo é praticamente igual. As legendas das séries do gênero começaram ainda na Ásia no inicio dos anos 2000, com as HK Subs (legendas de Hong Kong), que traduziam muito mal as séries para o inglês, o que os faziam ser ridicularizados na Internet. O primeiro grupo a legendar as séries do gênero para o inglês de maneira excepcional foi a TV Nihon, que começou em Outubro de 2002, e hoje eles continuam entre os fansubs de tokusatsu mais conhecidos, ao lado da Over-Time.

### Primeirosfansubbersde tokusatsu brasileiros
Já no Tokusatsu, os responsáveis pelas primeiras legendas para o gênero foram o fansubber Thiago Legionário da J-Lyrics e o grupo Super Hero BR. Primeiro tokusatsu a ser fansubado por completo foi Choudenshi Sentai Bioman (1984), Ele foi completamente fansubado pelo extinto forum do TOKUBRASIL no ano 2006. Primeiro tokusatsu a ser legendado inompleteo foram os sentai Dynaman e Jetman que tiveram seus primeiros episodios fansubados em Janeiro de 2003. pelo extinto site Super Hero BR. No final de 2017 todos os super sentais de forma retroativa foram legendados ou seja do atual Kyuranger ao primeiro Gorenger foram legendados  pelo tokushare. Já a franquia Kamen Rider apenas no final de 2019, Foram legendadas todas as series que iam do kamen rider zero one a kamen rider 1971 tambem pelo tokushare.